# Gamasellus concinnus
Gamasellus concinnus är en spindeldjursart som först beskrevs av Womerley 1942.  Gamasellus concinnus ingår i släktet Gamasellus och familjen Ologamasidae. Inga underarter finns listade i Catalogue of Life.